# Teresa Król-Domańska
Teresa Król-Domańska z domu Dubiel, primo voto Król (ur. 17 grudnia 1921 w Cieszacinie Wielkim, zm. 18 lipca 2011) – polska rolniczka i polityk, poseł na Sejm PRL III i IV kadencji.

## Życiorys
Uzyskała wykształcenie średnie, z zawodu rolnik, prowadziła własne gospodarstwo rolne w Cieszacinie Wielkim. Należała do Zjednoczonego Stronnictwa Ludowego, była członkinią prezydium Wojewódzkiego Komitetu ZSL w Rzeszowie oraz sekretarzem prezydium Gromadzkiej Rady Narodowej w Cieszacinie Wielkim. W 1961 i 1965 uzyskiwała mandat posła na Sejm PRL w okręgu Jarosław. W Sejmie PRL III kadencji zasiadała w Komisji Spraw Wewnętrznych, a w następnej kadencji w Komisji Kultury i Sztuki.
Pochowana na Starym Cmentarzu w Jarosławiu.

## Odznaczenia
- Krzyż Kawalerski Orderu Odrodzenia Polski
- Złoty Krzyż Zasługi
- Krzyż Partyzancki
- Odznaka 1000-lecia Państwa Polskiego (1966)[2]